# Fobos-programmet
Fobos-programmet fra senfirserne bestod af de to sovjetiske marssonder Fobos 1 og 2. Normalt var sovjetisk rumforskning omgærdet af hemmelighedskræmmeri og sonder blev først offentliggjort, hvis de nåede af sted. På grund af Mikhail Gorbatjovs glasnost blev Fobossonderne offentliggjort, længe før opsendelsen. Opsendelserne blev vist direkte på tv og der var stor åbenhed da de fejlede. Man havde indledt et bredt samarbejde med Vesten, i større omfang end ellers. 
Фобос er russisk for marsmånen Phobos, der var Fobossondernes primære mål. Phobos er den største og inderste marsmåne. Fobossonderne skulle en efter en flyve i formation med Phobos og fra 50 meters højde landsætte nogle små sonder. Den oprindelige plan var at lande på Phobos og returnere til Jorden med phobosprøver. Det blev anset for at være for avanceret. I Vesten spekulerede man på om Sovjetunionen, med tiden, ville bruge Phobos som et trinbræt for en bemandet Mars-mission. 
1988 var et godt år at sende sonder til Mars og begge blev opsendt med de velprøvede Protonraketter fra Bajkonur Kosmodromen. For første gang samarbejdede man med NASA's Deep Space Network om radiokommunikation.

## Fobos-sondens opbygning
Fobos-sonderne var 3-generationsdybrumsonder og skulle indlede starten på en række af sovjetiske missioner i 90'erne, herunder marsrovere, marsballoner og returnering af marsprøver.
Fobos vejede 6 tons og var 3,5 m høj. En central cylinder indeholdt en fjernprogrammerbar computer og radioudstyret. Nedenunder var en ringformet afdeling for strømforsyning, kølevæske og hydrazinstyreraketter. På hver side havde Fobos to solcellepaneler á 5 m² og i midten to hvide radiatorer (til at komme af med overskudsvarmen). Udenpå sonden var instrumenterne monteret, herunder landerne. Til at indsætte Fobos i kredsløb om Mars havde den et raketmodul, med otte kugletanke med hhv. amin og salpetersyre. Modulet blev frakoblet kort efter.

## Fobos' instrumenter
Nogle af Fobos' instrumenter skulle kun bruges til at undersøge Phobos, andre kunne også bruges til selve Mars. Grunt-radaren var kun om bord på Fobos 1.
- FREGAT — triple-Tv-kamera med spektrometer. 60 % overlap mellem kameraerne giver stereografiske billeder. Fra 50 meters højde er opløsningen 6 cm.
- LIMA-D — en kraftig laser fordamper en mm² overflade af Phobos og de frigivne ioner bestemmes af et massespektrometer.
- DION — en kraftig krypton-ionstråle fordamper en mm² overflade og et tilhørende massespektrometer skelner fra brint til nikkel. Kan også måle på solvinden i transit.
- GRUNT — radarkortlægning af Phobos. Tre forskellige frekvenser vil kunne gå 200 meter under overfladen. Kan også bruges til at kortlægge Mars' ionosfære. kun Fobos 1
- TERMOSKAN — overfladetemperaturmålinger og permafrostvariationer (Mars).
- GS-14 — den kosmiske stråling bombarderer overfladen og den udsender karakteristiske {\displaystyle \gamma }-bølgelængder, der afslører grundstofsammensætningen. Visse radioaktive isotoper afsløres ligeledes.
- IPNM-3 — den kosmiske stråling bombarderer overfladen og den udsender neutroner, især fra vand.
- AUGUST — observerer Solen gennem marsatmosfæren og måler atmosfærens sammensætning.
- ASPERA — massespektrometer der indsamler ioner fra Fobos' nærmiljø, i transit og i kredsløb.
- MAGMA — magnetometer.
- APV-F — plasmabølgeinstrument.

## Langtidslanderens instrumenter
Hver Fobossonde medbringer en langtidslander og i løbet af de 15-20 minutter at Fobos svæver 50 meter over Phobos' overflade, bliver landeren sendt ned mod Phobos med 1 meter i sekundet. Landeren affyrer en harpun, der borer sig ned i overfladen. En elmotor trækker landeren ned, da Phobos' tyngdekraft er for svag til at fastholde landeren. Landeren har tre solcellepaneler og bruger Fobossonderne som relæstationer.
- To Tv-kameraer — giver stereoskopiske billeder af Phobos' overflade.
- Solsensor — angiver Solens gang på den phoboske himmel og afslører Phobos' libration.
- Seismometer — landere fra begge Fobossonder kan afsløre Phobos' indre ved meteornedslag.
- Razrez — accelerometer i harpunen, senere måles "jord"-temperaturen.
- ALPHA-X — måler overfladens mineralogiske sammensætning.

## Frøens instrumenter
Kun Fobos 2 medbragte en "frø". Frøen havde fire batteridrevne stænger, der kunne få frøen til at hoppe 20 meter sidelæns i Phobos svage tyngdefelt. Frøen vejede 25 kg og havde ingen solceller.
- Røntgenfluorescens spektrometer — analyserer overfladens mineralsammensætning.
- Penetrometer — undersøger underlagets mekaniske styrke.
- Dynamometer — måler decelerationen ved hvert hop.
- Magnetometer — ændringer i Phobos magnetfelt.
- Gravimeter — ændringer i tyngdefeltet.

## Fobos 1
Fobos 1 blev opsendt d. 7. juli 1988 og alt gik godt indtil d. 2. september. På det tidspunkt var det umuligt at kontakte Fobos 1. Det viste sig senere at noget nyt software, der blev uploaded til Fobos 1 mens den var på vej til Mars, havde en fatal fejl. Fobos-sonderne var 3-aksestabiliserede og nogle små styreraketter skulle, fra tid til anden, ændre sondens orientering mod bl.a. Solen. Det fejlbehæftede software havde slået styreraketterne fra og solcellepanelerne vendte efterhånden ikke mod Solen. Batterierne blev flade og Fobos 1 var død. Fobos 1 passerede Mars som planlagt, uden at gå i kredsløb.

## Fobos 2
Fobos 2 blev opsendt d. 12. juli 1988 og al ny software til Fobos 2 blev tripel-tjekket. Efter en begivenhedsløs rejse, gik Fobos 2 i kredsløb om Mars d. 29. januar 1989. D. 27. marts 1989 var Fobos 2 fløjet tæt på Phobos og skulle til at svæve 50 meter over Phobos og landsætte de to landere. Under de indledende manøvrer havde man ikke radiokontakt pga. Fobos' orientering. Det lykkedes imidlertid ikke at få kontakt med Fobos 2 mere og man mener at det skyldtes en computerfejl.
Det har vist sig at dårligt samarbejde var skyld i tabene. Rumforskere fra det sovjetiske rumforskningsinstitut, IKI, udviklede og monterede instrumenter på rumsonderne. Ingeniører fra Babakin-instituttet udviklede selve rumsonderne og havde det tekniske ansvar. Få uger før opsendelsen blev Fobossonderne modificeret, uden at informere IKI. De næste marssonder blev skubbet fra 1992 til 1994 på grund af Fobos-fiaskoen. Sovjetunionens sammenbrud i 1991 aflyste naturligvis disse flyvninger, men Rusland prøvede i 1996 at opsende en marssonde, hvilket mislykkedes.